# Verlée
Verlée (in het Waals Verlêye) is een plaats in de Belgische provincie Namen en een deelgemeente van Havelange. Tot 1 januari 1977 was het een zelfstandige gemeente. De Hoyoux, een bijrivier van de Maas ontspringt in Verlée.

## Demografische ontwikkeling
- Bronnen:NIS, Opm:1831 tot en met 1970=volkstellingen, 1976= inwoneraantal op 31 december

## Bezienswaardigheden
Ten noorden van Verlée liggen twee monumenten:
- De Tumulus van Havelange
- De Pyramide van Verlée (een obelisk)

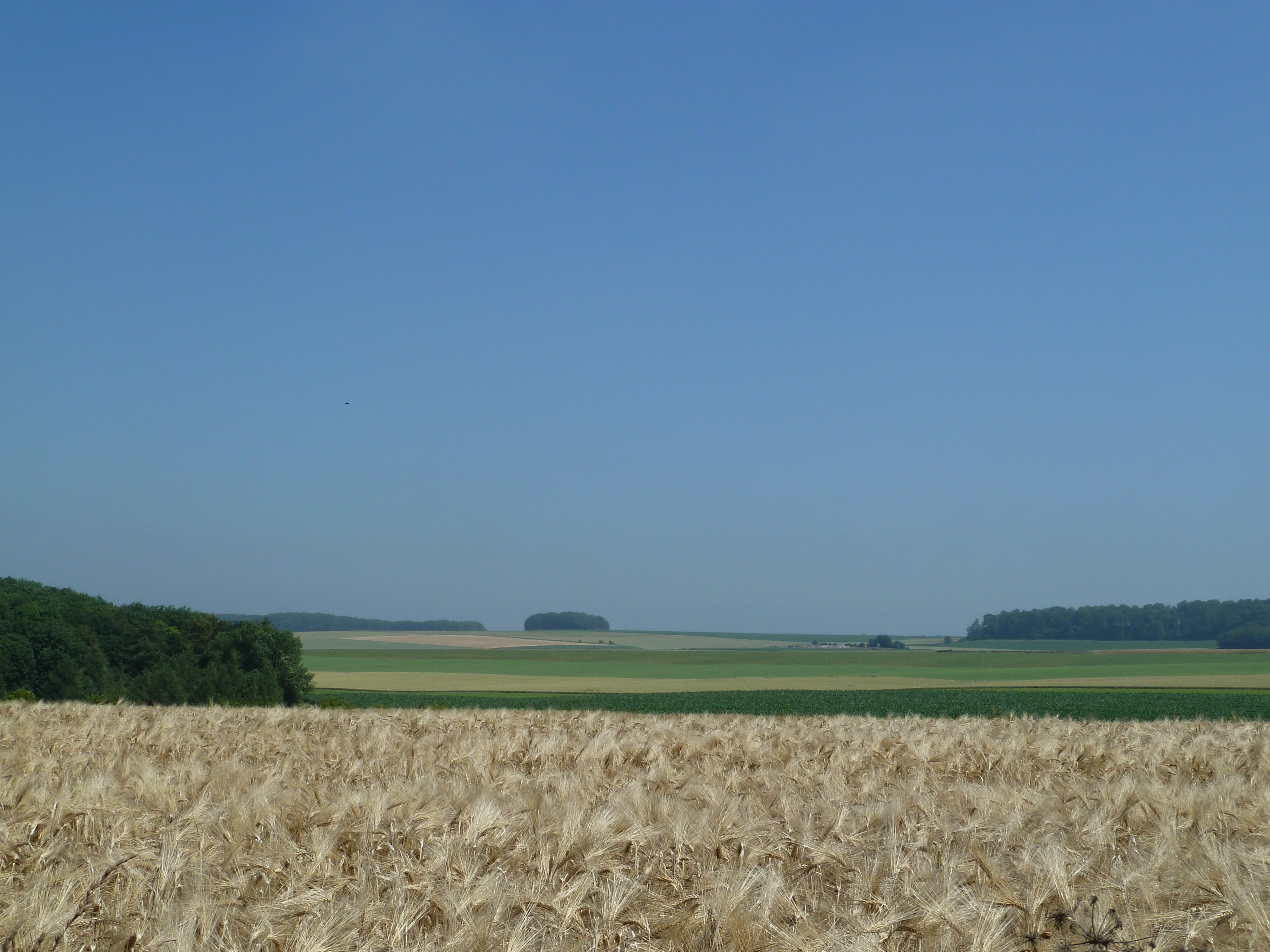
Zicht vanaf de Pyramide van Verlée

## Verkeer en vervoer
Door Verlée loopt de N983.
Deelgemeenten: Barvaux-Condroz · Flostoy · Havelange · Jeneffe · Maffe · Méan · Miécret · Porcheresse · Verlée

Overige dorpen: Barsy · Bassines · Béole · Bormenville · Buzin · Champs-du-Bois · Doyon · Émeville · Failon · Gros-Chêne · Homezée · Montegnet · Ossogne · Rémont

Belgische gemeenten · arrondissement Dinant · provincie Namen · Wallonië